# Atacora (bergketen)

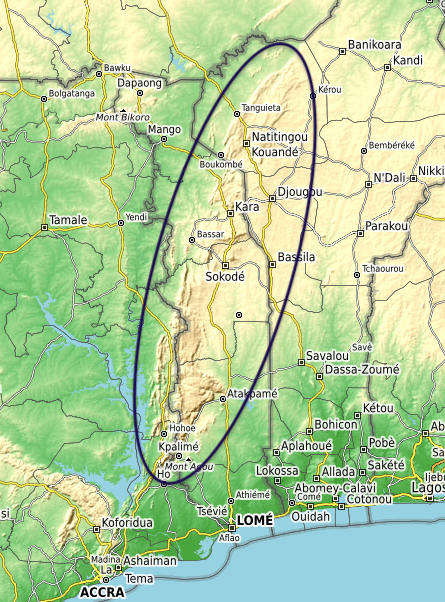
Bergketen Akwapim-Togo-Atacora

De Atacora is een bergketen in het noordwesten van Benin met als hoogste punt Mont Aledjo (658 meter).
De Atacora maakt onderdeel van een ruimere bergketen die van het zuidwesten naar het noordoosten door West-Afrika loopt. In Ghana wordt de keten Akwapim Hills genoemd. Het centrale deel loopt door Togo en wordt daar het Togogebergte genoemd. Hier ligt in hoogste punt, Mont Agou (986 meter). In Benin eindigt de keten met een 300 meter hoge wand waar de Atacora in het noordwesten overgaat in het laagland van de Pendjari. In het oosten gaat het gebergte over in de peneplain van Gourma.
De grootste bevolkingsgroep van de Atacora zijn de Somba. Traditioneel leven zij in huizen met twee verdiepingen (tata). Bij het begin van de Franse kolonisatie van de regio (begin 20e eeuw) vormde het relatief ontoegankelijke Atacoragebergte een toevluchtsoord voor opstandelingen zoals Kaba. Het Beninse departement Atacora is naar de bergketen genoemd.

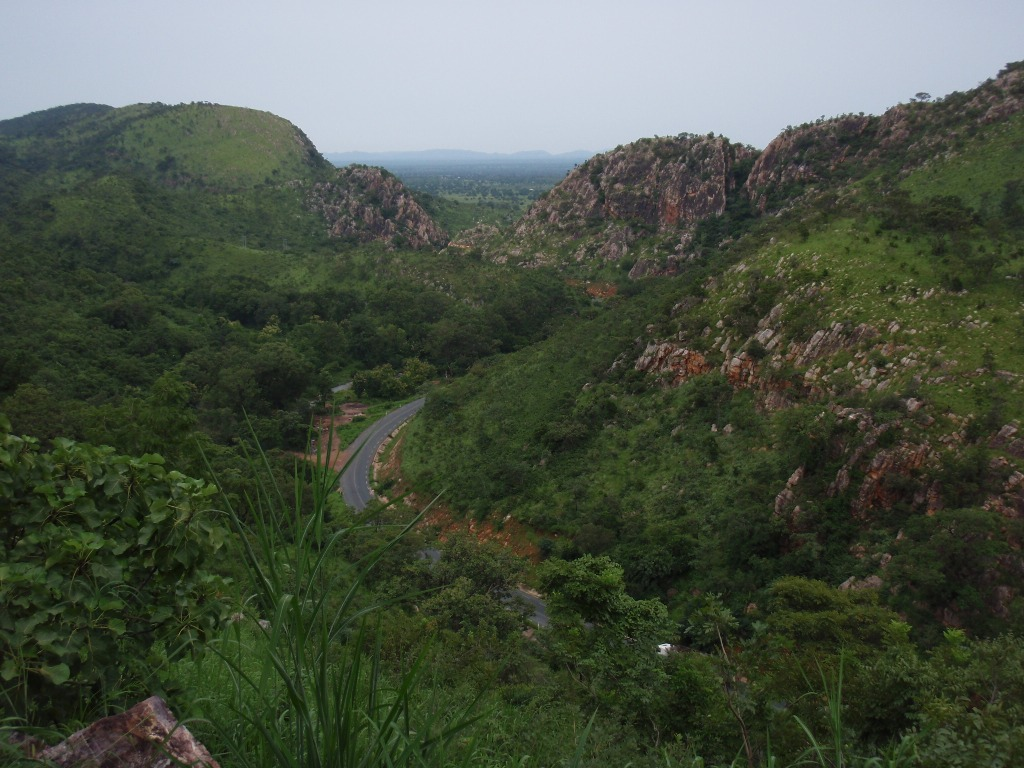
De Atacora in de buurt van Tanguiéta in Benin